# أنطونيو إسكوبار نونيز
أنطونيو إسكوبار نونيز (بالإسبانية: Antonio Escobar Núñez)‏ هو مهندس المكساج ‏ ومنتج أسطوانات وملحن إسباني، ولد في 1976.

## وصلات خارجية
- الموقع الرسمي